# Casa Biltmore
A Casa Biltmore (Biltmore House) é um museu histórico e uma atração turística em Asheville, no estado da Carolina do Norte, nos Estados Unidos. A Casa Biltmore, a principal residência da propriedade, é uma mansão de estilo château, construída para George Washington Vanderbilt II, entre 1889 e 1895, e é a maior casa de propriedade privada dos Estados Unidos, com 16.622,8 m2 de espaço físico e 12.567,9 m2 da área utilizada. Ainda de propriedade dos descendentes de George Vanderbilt, ela continua sendo um dos exemplos mais proeminentes das mansões da Era Dourada.